# Pseudamussium peslutrae
Pseudamussium peslutrae is een tweekleppigensoort uit de familie Pectinidae. De wetenschappelijke naam is gepubliceerd in 1771 door Linnaeus.
Rechter en linker klep van hetzelfde exemplaar:

Rechter klep
Linker klep